# Impatiens squiresii
Impatiens squiresii är en balsaminväxtart som beskrevs av Tardieu. Impatiens squiresii ingår i släktet balsaminer, och familjen balsaminväxter. Inga underarter finns listade i Catalogue of Life.